# SDEWES Център
SDEWES (на английски: Sustainable Development of Energy, Water and Environment Systems)
e неправителствена научна организация за изследвания и обмен на знания в областта на енергийни, водни системи и опазване на околната среда, със седалище в Загребския университет, Хърватия.

## Мисия
SDEWES Центърът организира курсове, летни школи, отворени (публични) лекции, семинари и симпозиуми с цел насърчаване разработката на енергийни и водни системи и опазване на околната среда, както и да изработва професионални мнения по въпросите на устойчивостта (устойчиво развитие) и свързаните с това показатели. Също така, Центърът организира серията международни конференции SDEWES, които позволяват на учени и други експерти да дискутират проблеми и въпроси свързани с енергийни и водни системи, и опазване на околната среда. Чрез тези средства SDEWES центърът цели да предостави платформа за всеобхватни научно-развойни дейности, изработване на експертни оценки и консултации по темите свързани с устойчивото развитие. 

## История
SDEWES стартира през 2001 година като проект съфинансиран от CORDIS по програма FP5-INCO 2 , когато в Дубровник се състоя първата конференция за устойчиво развитие и разработка на енергийни и водните системи щадящи околната среда. Партньори в проекта бяха Загребският университет и Instituto Superior Técnico – Лисабон. След провеждането на още три конференции (2003, 2005 и 2007), в 2009 година е основан SDEWES Центърът. От тогава бяха организирани още седем конференции – през 2009, 2011, 2012, 2013, 2014 и 2015 година.

## Членство
Съгласно разпоредбите на статута, всяко лице може да кандидатства за членство в Центъра при еднакви условия.

## Конференции
До 2011 година конференциите SDEWES бяха организирани на всеки две години в Дубровник – Хърватия. От 2012 година конференциите SDEWES се организират всяка година, но с географски особености – на всеки две години се провеждат в Дубровник, а в междинните години, на други места.
SDEWES 2012 се проведе в Охрид, а през 2014 година SDEWES 2014 се проведе на борда на круизен кораб между Венеция и Истанбул.
През 2014 година е организирана и първата регионална SEE SDEWES в Охрид, Република Македония, с фокус върху региона на Югоизточна Европа.
През 2015 година, 10-ата SDEWES конференция се проведе пак в Дубровник, с участието на 510 учени от над 60 страни. 
През 2016 година, втората регионална SEE SDEWES конференция ще се проведе в Пиран, Словения. 
Работите показани на конференциите се публикуват в научни списания в пълен обем, между които е и списанието SDEWES.

## Научно-приложни дейности (проекти)
Научно-приложните дейности на центъра се осъществяват през участието в научно-приложни проекти. Екипите за тези проекти се формират до голяма степен от членовете на SDEWES Центъра. През 2015 година SDEWES Центърът работи по два проекта финансирани от 7-а Рамкова Програма на ЕС (FP7) , един финансиран от програмата Horizon 2020, и един от фонда START в рамките на Европейската Стратегия за Дунавските Региони.

## SDEWES Index
Следвайки целите на SDEWES Центъра, е разработен комплексен показател за устойчивост, наречен SDEWES Индекс (SDEWES Index) с цел оценката на градове по комплекс от свързани параметри, отразяващи състоянието на енергетиката, водата и околната среда. Към 25 октомври 2015 г. SDEWES Индексът е изчислен за 58 града. Той се състои от 7 измерения, 35 индикатора и 20 под-индикатора.